# RubriKEN
RubriKEN är artisten Ken Rings åttonde album, som utkom 2005. 

## Spårlista
| Spår | Låt Titel                     | Producent/er | Medverkande Gäst/er | Tid   |
| ---- | ----------------------------- | ------------ | ------------------- | ----- |
| 1    | Intro                         |              |                     | 01:33 |
| 2    | Tillbaka Till Gatan           | Ken Ring     |                     | 03:43 |
| 3    | Prinsessa                     | Viktor Ax    |                     | 04:07 |
| 4    | Ingen Hjälper När Dom Svälter |              |                     | 03:09 |
| 5    | Min Familj                    |              |                     | 03:58 |
| 6    | Jag Lever För Det Här         | El Sheriffo  |                     | 04:03 |
| 7    | Vi Lever                      |              | Big Fred & Rastegar | 04:19 |
| 8    | Weedlåten                     |              | Sam-E               | 04:05 |
| 9    | Känslan Av Ett Väntrum        | Fintelligens |                     | 04:02 |
| 10   | På Nåt Sätt                   |              | Sam-E               | 04:10 |
| 11   | Slutet                        |              |                     | 01:18 |
| 12   | Isabella                      |              | Solle & Kaliffa     | 04:17 |
| 13   | Ordkrig                       | Tommy Tee    |                     | 02:46 |